# Parki Miniatur w Niedzicy
Spiska Kraina – Parki Miniatur w Niedzicy – dwa tematyczne parki miniatur, znajdujące się we wsi Niedzica-Zamek (powiat nowotarski). Parki są częścią Rodzinnego Parku Rozrywki „Spiska Kraina”.

## Park Miniatur Zabytków Podtatrza
Park został otwarty w maju 2015 roku. W ramach parku prezentowane są sporządzone w skali 1 : 20 miniatury najważniejszych zabytków Podhala, Spiszu i Orawy. Wśród znajdujących się tu obiektów są m.in. zamki w Niedzicy, Czorsztynie, Starej Lubowli, Orawskim Podzamczu oraz zamek Pieniny, Czerwony Klasztor, kościół św. Michała Archanioła w Dębnie, sanktuaria w Ludźmierzu oraz na Wiktorówkach, dwory: Tetmajerów w Łopusznej, Uznańskich w Szaflarach oraz Moniaków w Zubrzycy Górnej, dwór oraz piwnice we Frydmanie.

## Park „Śladami Objawień Matki Bożej”
W parku prezentowane są miniatury świątyń w sanktuariach maryjnych, związanych z objawieniami Matki Bożej, znajdujące się m.in. w Lourdes, Fatimie, Guadalupe (Meksyk), Vailankanni oraz Gietrzwałdzie.
Park „Spiska Kraina” jest obiektem całoroczny, czynnym codziennie. Wstęp do Parków Miniatur jest płatny (osobne bilety).